# Мансуровский переулок
Мансу́ровский переу́лок — улица в центре Москвы в Хамовниках между Остоженкой и Пречистенкой. Здесь расположено посольство Сирии.

## Происхождение названия
Известен с XVIII века как Масальский, Талызинский, Мансуровский. Все названия по фамилиям домовладельцев различного времени.

## Описание
Мансуровский переулок соединяет Остоженку и Пречистенку, начинаясь приблизительно напротив Коробейникова переулка и проходит на северо-запад параллельно Кропоткинскому переулку до Пречистенки.

## Здания и сооружения
По нечётной стороне:
- № 5 — культурный фонд им. Исаака Дунаевского; В доме в 1927—1956 годах жил физик В. А. Цуккерман[1].
- № 9, стр. 1  7732381000 — жилой дом С. В. Мельникова — П. Ф. Емельяновой — Топлениновых (1810-е гг., 2-я пол. XIX в.), объект культурного наследия регионального значения. Здесь в 1926—1932 годах неоднократно бывал писатель М. А. Булгаков[2].
- № 11/12 — особняк архитектора А. В. Кузнецова (1915, перестроен из более ранней постройки), объект культурного наследия федерального значения. Архитектор жил в этом здании в 1915—1954 годах[2]. Во дворе дома Эльдар Рязанов снимал сцену званого ужина у Карандышева в фильме «Жестокий Романс»[3].
- № 13 — доходный дом, построен в 1902 году
- № 15/16/23, стр. 1 — главный дом городской усадьбы А. И. Татищева — А. Ф. Лопухина (до 1802; 1813—1822; 1860; 1900—1906), выявленный объект культурного наследия[2].

По чётной стороне:
- № 4, стр. 1  7734230000 — доходный дом П. В. Лоськова (1905—1906, архитектор А. У. Зеленко[4]), объект культурного наследия регионального значения. В 1916—1926 годах здесь жил генерал А. А. Брусилов[2]. Ныне — посольство Сирии. В 2012-13 гг. была проведена реставрация, в результате которой дом обрёл первоначальный вид [5].
- № 6, строение 1 — ЦНИИ информации и технико-экономических исследований по тяжелому и транспортному машиностроению;
- № 8 — доходный дом (1913, архитектор И. А. Герман.)
- № 10 стр. 2 — жилой дом, был построен в 1939 году по проекту архитектора М. С. Шерфетдинова. В сентябре 2017 года в подвальной части дома был открыт арт-бар «Перелётный кабак», в помещениях которого располагались также художественная галерея и книжный магазин[6][7].
- № 12/21 — дом Потёмкиных, позже —  И. А. Морозова (XVIII — начала XIX века; перестроен в 1871 году архитектором П. С. Кампиони; в 1872 году — А. С. Каминским), объект культурного наследия федерального значения. В 1918—1948 годах здесь размещался Музей нового западного искусства[2].